# Взлётная полоса (фильм, 2005)
«Взлётная полоса» (азерб. Uçuş xətti или Arxada qalmış gələcək) — военный фантастический фильм азербайджанского режиссёра Руфата Асадова, повествующий о судьбе мальчика-беженца из Карабаха, попавшего из настоящего в прошлое, в Карабах, где ведутся боевые действия. Снят фильм на киностудии «Азербайджанфильм». Сценарий фильма написан по мотивам повести Сергея Абрамова «В лесу прифронтовом».

## Сюжет
2004 год. Фильм начинается с бытовых сцен в лагере беженцев. Беженец из Агдама, мальчик по имени Самед, от имени которого ведётся повествование (в исполнении 14-летнего Агамехди Абидова), выходит за пределы посёлка и, заблудившись в лесу, попадает на войну десятилетней давности, в подразделение действующей азербайджанской армии, у которой есть задание — уничтожить вражеский аэродром. Военные также не понимают откуда взялся мальчик. Но командир подразделения, Малик (в исполнении Фуада Поладова) не верит, что мальчик появился сверхъестественным путём. Он учит мальчика как выжить во время войны. В одном из кадров Малик говорит Самеду: «…есть такие чувства, которые побеждают страх смерти: ненависть к врагу и любовь к родине».
Враг изображён в лице армянина и русского наёмника Шмарова в компрометирующих тонах. Так, в одном из кадров наёмник говорит: «советская власть кончилась, армянин, азербайджанец — мне всё равно, у кого деньги есть — у того и долму есть буду».
Боевые действия в фильме происходят за кадром.
В финале мальчик вновь оказывается дома, не понимая видел ли он всё во сне или он попал на реальную войну, но получает патриотический урок и мужской опыт.

## В ролях
| Актёр             | Роль        |
| ----------------- | ----------- |
| Фуад Поладов      | Малик       |
| Агамехди Абидов   | Самед       |
| Азерин            | мать Самеда |
| Омир Нагиев       | Амин        |
| Аббас Гахраманов  | Агаали      |
| Парвиз Мамедрзаев | Альберт     |
| Микаил Микаилов   | Рашид       |
| Лейла Шахвелиева  | Мария       |
| Юрий Балиев       | Шмаров      |
| Айдын Алиев       | Гурген      |

### Видеоролики
- Отрывок из фильма. Малик и Амин спорят по поводу Самеда